# توم لايلي
توم لايلي (بالإنجليزية: Tom Lyle)‏ هو فنان أمريكي، ولد في 2 نوفمبر 1953 في جاكسونفيل في الولايات المتحدة.

## روابط خارجية
- توم لايلي على موقع IMDb (الإنجليزية)
- توم لايلي على موقع قاعدة بيانات الفيلم (الإنجليزية)